# Phyllocladus kasantsevi
Phyllocladus kasantsevi es una especie de coleóptero de la familia Pyrochroidae.

## Distribución geográfica
Habita en China.